# Оренсе
Оренсе (шп. Orense; гал. Ourense) је град на југоистоку шпанске аутономне заједнице Галисија, и главни град покрајине Оренсе.

## Становништво
Према процени, у граду је 2008. живело 107.057 становника.
| 1981.  | 1989.   | 1991.   | 2001.   | 2002.   |
| ------ | ------- | ------- | ------- | ------- |
| 96.085 | 102.758 | 108.382 | 109.051 | 107.510 |

## Партнерски градови
- Кемпер
- Вила Реал
- Тлалнепантла де Бас